# Harald Stein (Basketballtrainer)
Harald Stein (geboren 1. November 1966 in Braunschweig) ist ein deutscher Basketballtrainer und ehemaliger Basketballnationalspieler.

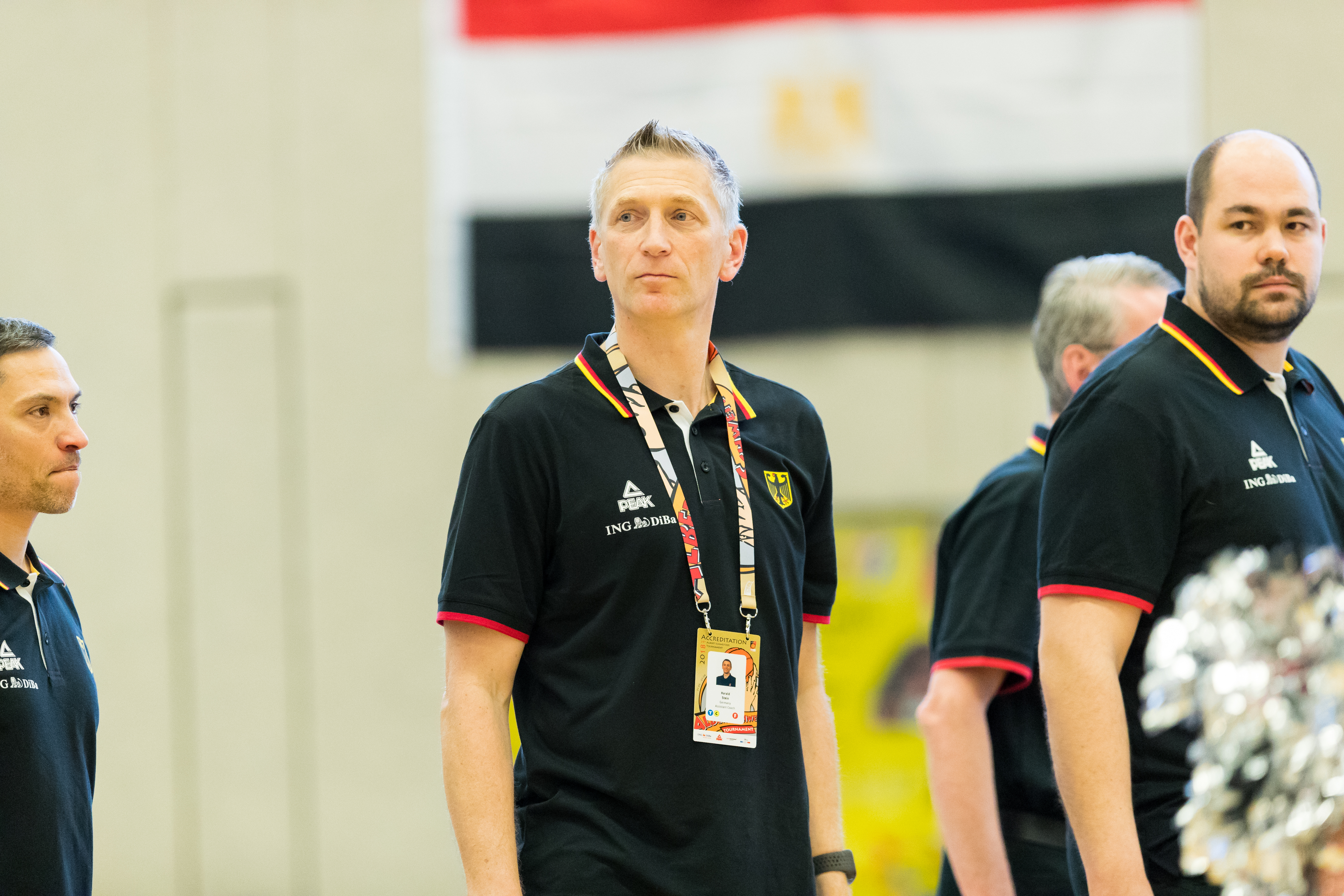
Harald Stein (Bildmitte) im Jahr 2018

## Leben
Sein Vater ist Eckhard „Ecki“ Stein, seines Zeichens Gründungsvater der SG Braunschweig. Harald Stein machte das Abitur am Gymnasium Kleine Burg, erwarb 1990 die A-Lizenz und schloss 1991 sein Studium an der Trainerakademie in Köln als Diplom-Basketballtrainer ab.

## Spielerkarriere
Stein gab 1983 seinen Einstand in der Herrenmannschaft der SG Braunschweig. Mit der Mannschaft stieg der 1,96 Meter messende Flügelspieler 1987 an der Seite seines Vaters Eckhard (Trainer) und seines Bruders Lothar (Spielmacher und im Gespann mit seinem Vater Spielertrainer) in die 2. Basketball-Bundesliga auf. Die Premierensaison wurde als Tabellensechster der Nordstaffel beendet, da sich der ASC Göttingen aus der ersten Liga zurückzog und andere Nachrückkandidaten verzichteten, stieg Braunschweig 1988 in die 1. Bundesliga auf.
Als Bundesliga-Neuling stand die SG auf einem verlorenen Posten und stieg 1988/89 sieglos wieder aus der Bundesliga ab. Stein war mit 24,4 Punkten pro Begegnung bester Korbschütze der Niedersachsen in der ersten Braunschweiger Bundesliga-Saison. Stein blieb der Mannschaft treu und spielte mit ihr von 1989 bis 1991 wieder in der 2. Bundesliga. 1991 zog er mit der SG als Zweitligist in die beiden Endspiele (Hin- und Rückspiel) des DBB-Pokals ein. Dort unterlag man Bayer 04 Leverkusen, zog aber in den Europapokal ein. Ebenfalls 1991 gelang Stein mit Braunschweig der Wiederaufstieg in die Bundesliga, er selbst war gemeinsam mit Štefan Svitek überragender Mann des Kaders gewesen, der dies als Meister der 2. Bundesliga Nord vollbrachte. Im Sommer 1991 versuchte sich Stein in den Vereinigten Staaten und nahm an der NBA-Sommerliga teil. Dort lernte er Scooter Barry kennen, der dann nach Braunschweig wechselte. In der Bundesliga-Spielzeit 1991/92 fiel Stein einige Zeit verletzt aus, er kam auf 15,5 Punkte je Begegnung, damit war er hinter Barry und Svitek drittbester Korbschütze der SG in dieser Saison. Nach Barrys Weggang waren Stein (17,1 Punkte/Spiel) und Svitek 1992/93 weiterhin Braunschweigs Beste und führten die Mannschaft erstmals in die Bundesliga-Meisterrunde. Während des Spieljahres 1993/94 kam Stein auf 13,9 Punkte pro Partie, gemeinsam mit Igors Miglinieks übernahm er im Frühjahr 1993 die Traineraufgaben, Braunschweig stieg jedoch aus der Bundesliga ab.
Stein verließ Braunschweig nach der Saison 1993/94 und spielte kurz für den Bundesligisten TuS Bramsche, Ende Oktober 1994 wechselte er innerhalb der Liga zum SV Oberelchingen. In der Saison 1996/97 war er mit 16,5 Punkten/Spiel bester Korbschütze der Oberelchinger Mannschaft. Zur Spielzeit 1997/98 ging er zum SSV Ulm 1846. Mit Ulm wurde Stein 1998 deutscher Vizemeister. Zur Saison 1998/99 schloss er sich dem MTV Gießen an, mit dem er 1999 das DBB-Pokal-Endspiel erreichte. Im Vorfeld der Saison 2000/01 ging er von Gießen nach Braunschweig zurück. Nach dem Bankrott des Geld- und Namensgebers Metabox verließ er während der Saison den Verein. 2003 beendete Stein seine Spielerlaufbahn beim Zweitligisten TV Langen.
In seiner Bundesligakarriere wurde er vier Mal erfolgreichster deutscher Korbwerfer, er erzielte in der höchsten deutschen Spielklasse insgesamt 4078 Punkte. Zu Steins Stärken gehörten sein Wurf, seine Verteidigung, seine Arbeitseinstellung und sein Trainingsfleiß. In der Chronik der Braunschweiger Basketballmannschaft Dunke-Schön wurde Stein als „die Braunschweiger Basketball-Ikone schlechthin“ bezeichnet.

## Nationalmannschaft
Stein war nie Juniorennationalspieler. Zwischen 1989 und 1993 kam Stein zu sechs Einsätzen in der deutschen Basketballnationalmannschaft. Stein wurde kurz vor der Weltmeisterschaft 1994 aus dem Aufgebot der deutschen Nationalmannschaft gestrichen.

## Trainerkarriere
Bereits während seiner Spielerlaufbahn war Stein, der ein Studium an der Kölner Trainerakademie des Deutschen Olympischen Sportbundes 1991 als Diplom-Basketballtrainer beendete, auch schon als Trainer tätig und trainierte von 1981 bis 1994 die Jugend der SG Braunschweig sowie von 1996 bis 1997 die Jugend des SV Oberelchingen. Von 2003 bis 2008 wirkte Stein als Sportlicher Leiter des Basketball-Leistungszentrums Mittelhessen (BBLZ) in Gießen und trainierte in diesem Amt ab 2006 auch die Mannschaft des BBLZ (Basketball-Leistungszentrum) Mittelhessen in der Nachwuchs-Basketball-Bundesliga (NBBL). Mit diesem Team erreichte er in der Saison 2007/2008 die NBBL Play-Offs. Ab 2004 (und bis 2008) war er zudem auf Honorarbasis Verbandstrainer beim Hessischen Basketballverbandes (HBV) und unter anderem für die Hessenauswahl verantwortlich.
2008 wechselte er nach Frankfurt zu den Fraport Skyliners, wo er als hauptamtlicher Leiter der Nachwuchs- und Schulförderung fungierte und als Headcoach die ProB- und NBBL-Mannschaften trainierte. Ebenfalls 2008 wurde Stein Assistenztrainer der deutschen U16-Nationalmannschaft. 2010 übernahm er das U-16-Nationalteam als Chefcoach und errang bei der Europameisterschaft 2011 einen achten Platz und bei der Europameisterschaft 2012 einen fünften Platz. 2013 gab er seinen Posten bei den Skyliners Frankfurt ab und wurde in Vollzeit Nachwuchs-Bundestrainer. 2015 gehörte er einem Ausschuss an, der gemeinsam vom Deutschen Basketball Bund, der Basketball-Bundesliga, der 2. Basketball-Bundesliga und den Landesverbänden gebildet wurde, um Ligen und Verbände in Spitzensportfragen zu beraten.
Als Bundestrainer der deutschen U18-Nationalmannschaft führte Stein die DBB-Auswahl im Frühjahr 2016 zum Gewinn des Albert-Schweitzer-Turniers. Es war bei der 28. Auflage der Veranstaltung der erste Titel für das Gastgeberland. Im Dezember 2016 wurde die U18-Auswahl unter seiner Leitung Vierter der Europameisterschaft. Seine Tätigkeit für den DBB endete im August 2018, im selben Jahr wechselte Stein als Trainer an die ungarische Basketballschule Vasas Akadémiá und übernahm dort unter anderem Aufgaben in der Ausbildung von Jugendspielern und in der Heranführung von Talenten an den Erwachsenenbereich. Stein wurde bei Vasas zudem Direktor.

## Erfolge
- 4 All-Star-Game-Nominierungen 1. Bundesliga
- 4 Mal erfolgreichster deutscher Werfer der 1. Bundesliga